# Родионов, Константин Константинович
Константи́н Константи́нович Родио́нов (11 (24) октября 1901, Белозерск, Новгородская губерния — 2 января 1981, Москва) — советский дипломат. Чрезвычайный и полномочный посол (1945), контр-адмирал (1944).

## Биография
Родился 11 (24) октября 1901 года в городе Белозерск Новгородской губернии.
В РККФ — с декабря 1919 года. Член ВКП(б) с 1932 года.
С декабря 1919 по сентябрь 1920 года — ученик-рулевой, рулевой учебного отряда подводного плавания в Петрограде.
В июне 1924 года окончил Военно-морское училище. С июня 1924 по июль 1925 года — вахтенный начальник крейсера «Коминтерн». С июля по сентябрь 1925 года — командир сторожевого корабля «Бесстрашный». С сентября 1925 по май 1926 года — старший помощник командира, с мая 1926 по март 1928 года — командир эсминца «Незаможник» Морских сил Черного моря. С марта 1928 по май 1929 года — помощник начальника курса, с мая 1929 по декабрь 1931 года — начальник курса Военно-морского инженерного училища имени Ф. Э. Дзержинского.
В ноябре 1934 года окончил военно-морской факультет Военно-морской академии имени К. Е. Ворошилова. Владел французским, турецким и итальянским языками.
С ноября 1934 по июнь 1936 года — помощник начальника сектора, Отделения Оперативного отдела Штаба Балтийского флота. С июня по ноябрь 1936 года — преподаватель Военно-морского училища имени М.В. Фрунзе.
С ноября 1936 по сентябрь 1943 года — военно-морской атташе при Полномочном представительстве, Посольстве СССР в Турции, одновременно с сентября 1939 по январь 1941 года — военно-морской атташе при Полномочном представительстве, Миссии СССР в Греции.
С сентября по декабрь 1943 года находился в распоряжении Разведывательного управления Главного морского штаба. С декабря 1943 по апрель 1945 года — заместитель начальника Разведывательного управления Главного морского штаба.
С апреля по декабрь 1945 года — и. о. начальника Разведывательного управления Главного морского штаба. В это же время работал в комиссиях НКИД СССР как член делегации СССР в США (август 1944), участвовал в Сан-Франциско в согласовании проекта будущего ООН (апрель 1945).
С 11 декабря 1945 по 5 сентября 1947 года — чрезвычайный и полномочный посол СССР в Греции. С 1947 по 1950 год — первый заместитель председателя Комитета информации при СМ СССР, начальник Службы дезинформации Комитета информации при МИД СССР.
С 13 марта 1950 по 22 декабря 1956 года — чрезвычайный и полномочный посол СССР в Швеции. С декабря 1956 по январь 1958 года — заведующий Отделом Скандинавских стран МИД СССР. С 1958 по 1965 год — эксперт-консультант Правового отдела МИД СССР.
С января 1965 года — в отставке.
Умер 2 января 1981 года. Похоронен на Кунцевском кладбище.

## Награды
- 2 ордена Красного Знамени (1942, 1944),
- Орден Красной Звезды (1944),
- Орден Нахимова II степени (1945),
- Орден Ленина (1945)[3];
- Медали.